# Argandite
L'argandite è un minerale il cui nome deriva da Émile Argand, un geologo e mineralogista svizzero.